# كاثرين بروكس
كاثرين بروكس (بالإنجليزية: Katherine Brooks)‏ (و. 1976  م) هي ممثلة، وكاتبة سيناريو، ومخرجة أفلام، وكاتِبة أمريكية، ولدت في كوفينغتون.

## وصلات خارجية
- كاثرين بروكس على موقع IMDb (الإنجليزية)
- كاثرين بروكس على موقع ألو سيني (الفرنسية)
- كاثرين بروكس على موقع أول موفي (الإنجليزية)
- كاثرين بروكس على موقع قاعدة بيانات الفيلم (الإنجليزية)
- كاثرين بروكس على موقع كينوبويسك (الروسية)